# Johann Christian von Hartmannsdorf
Johann Christian von Hartmannsdorf (* 8. September 1668 in Wolgast als Johann Christian Hartmann; † 5. September 1731 in Greifswald) war ein deutscher Jurist in schwedischen Diensten.
Johann Christian war ein Sohn des 1683 in den schwedischen Adelsstand erhobenen Mattias von Hartmannsdorf (1641–1690) und der Christina Eleonora von Faltzburg († 1692). Er wurde 1692 außerordentlicher Referendar und Protonotar am pommerschen Hofgericht in Greifswald. 1697 wurde er ordentlicher Referendar und 1708 Assessor. 1723 wurde er zum Direktor des Greifswalder Hofgerichts ernannt.
Er war in erster Ehe mit Katharina Elisabeth von Greiggenschildt († 1709) verheiratet, einer Tochter des Hofgerichtsdirektors Gualter von Greiggenschildt. Mit ihr hatte er vier Söhne und drei Töchter. Mit seiner zweiten Frau Elisabeth Hedwig von Buggenhagen hatte er zwei Töchter.